# Te-chung
Te-chung (čínsky pchin-jinem Déhóng, znaky 德宏), plným názvem Tajský a kačjinský autonomní kraj Te-chung (čínsky v českém přepisu Te-chung tchaj-cu ťing-pcho-cu c’-č’-čou, pchin-jinem Déhóng Dǎizú Jǐngpōzú Zìzhìzhōu, znaky zjednodušené 德宏傣族景颇族自治州), je autonomní kraj v provincii Jün-nan v jihozápadní Číně. Má rozlohu přes 11 tisíc km² a roku 2020 v něm žilo 1,3 milionu obyvatel.

## Geografie

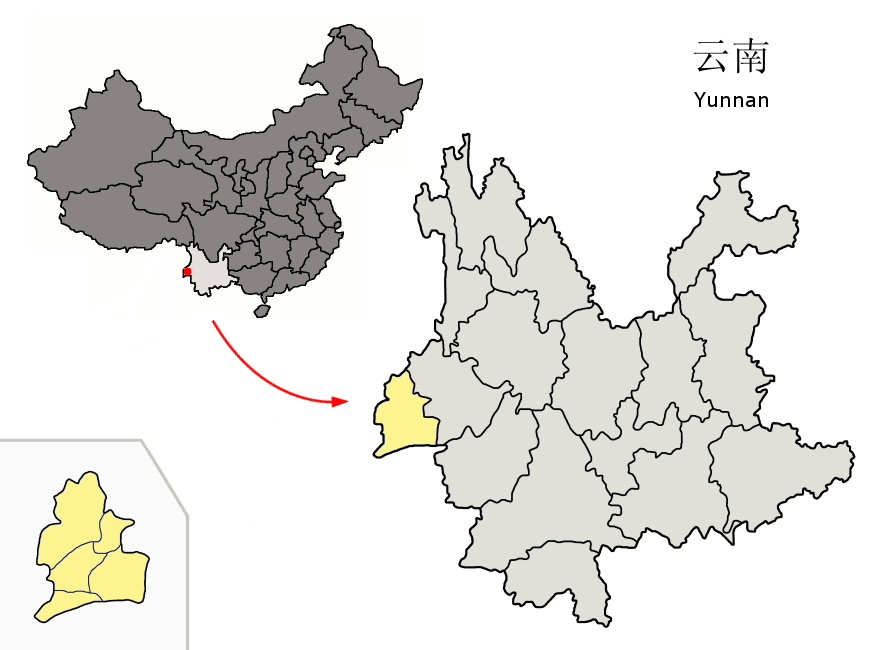
Te-chung (žlutě) v provincii Jün-nan

Tajský a kačjinský autonomní kraj Te-chung se nachází v západní části provincie Jün-nan v jihozápadní Číně. Na severozápadě, západě a jihu hraničí s Myanmarem, na severovýchodě a východě s městskou prefekturou Pao-šan.

## Demografie
Podle sčítání lidu roku 2020 žilo v kraji 1 315 705 obyvatel na rozloze 11 171 km². O deset let dříve bylo v kraji napočteno 1 211 440 obyvatel, roku 2000 1 082 599 obyvatel. Roku 2000 bylo 50,7 % obyvatel Chanů, z dalších národností zde žili především Tajové (30,1 %) a Kačjinové (11,5); zbytek (7,7 % obyvatelstva) tvořili příslušníci jiných národností.

## Administrativní členění
Autonomní kraj Te-chung se člení na pět celků okresní úrovně, a sice dva městské okresy a tři okresy.
| městský okres · Žuej-li městský okres · Mang-š’ okres · Liang-che okres · Jing-ťiang okres · Lung-čchuan |        |                       |                    |                                  |
| Název | Název  | Počet obyvatel (2020) | Rozloha km² (2020) | Hustota zalidnění (obyv. na km²) |
| český přepis                                                                                             | znaky  | Počet obyvatel (2020) | Rozloha km² (2020) | Hustota zalidnění (obyv. na km²) |
| Městský okres                                                                                            |        |                       |                    |                                  |
| Žuej-li                                                                                                  | 瑞丽市 | 267 638               | 944                | 283                              |
| Mang-š’                                                                                                  | 芒市   | 439 931               | 2 898              | 152                              |
| Okresy                                                                                                   |        |                       |                    |                                  |
| Liang-che                                                                                                | 梁河县 | 134 268               | 1 136              | 118                              |
| Jing-ťiang                                                                                               | 盈江县 | 292 508               | 4 319              | 68                               |
| Lung-čchuan                                                                                              | 陇川县 | 181 364               | 1 873              | 97                               |
| |        |                       |                    |                                  |
| Celkem                                                                                                   | Celkem | 1 315 709             | 11 171             | 118                              |